# 金镇
金镇（1898年—1975年）又名岱峰，满族，辽宁辽阳人。中华民国军事及政治人物。

## 生平
金镇生于1898年（清朝光绪二十四年），后毕业于日本陆军士官学校第二十期炮科。归国后，他历任东北讲武堂炮兵队长兼教官、中国国民党中央炮兵学校练习队长、陆军总司令部第二处处长。抗日战争期间，他曾任军训部炮兵副监。1945年2月20日，获授少将军衔。担任（中央）炮兵学校教育长。1946年12月31日，金镇出任辽宁省政府委员。1947年6月25日任沈阳市市长。1947年7月19日，國民政府派金鎮為國民大會代表立法院立法委員瀋陽市選舉事務所主任委員。:8385-8386
1947年当选为第一届国民大会边疆民族代表。中国人民解放军占领沈阳后，他赴台湾。
1975年，金镇逝世。